# Spilopimpla spinata
Spilopimpla spinata är en stekelart som först beskrevs av Pierre L. G. Benoit 1953.  Spilopimpla spinata ingår i släktet Spilopimpla och familjen brokparasitsteklar. Inga underarter finns listade i Catalogue of Life.